# Stałe Przedstawicielstwo Saint Vincent i Grenadyn przy ONZ
Stałe Przedstawicielstwo Saint Vincent i Grenadyn przy Narodach Zjednoczonych (ang. Permanent Mission of Saint Vincent and the Grenadines to the United Nation) – misja dyplomatyczna Saint Vincent i Grenadyn przy Organizacji Narodów Zjednoczonych z siedzibą w Nowym Jorku.
Misja stałego przedstawiciela Saint Vincent i Grenadyn przy Narodach Zjednoczonych oprócz ONZ obejmuje również inne państwa, m.in. Rzeczpospolitą Polską.

## Historia
Saint Vincent i Grenadyny zostały przyjęte do Organizacji Narodów Zjednoczonych 16 września 1980.